# 斯蒂德·马尔布兰克
斯蒂德·马尔布兰克（法語：Steed Malbranque，1980年1月6日—）是一名出生于比利时的法国足球运动员，位置为中场，出身法甲球會里昂，曾長期在英超打滾，先後效力富咸、热刺及新特蘭，現效力法國球會卡昂。

## 生平

### 球會
里昂
马尔布兰克出道于法甲七連霸里昂。马尔布兰克于1998年2月21日18岁时在对的比赛中首次出场。马尔布兰克在接下来的4年中共为里昂出场96次，攻入5球，包括在欧洲冠军联赛中的12次出场及2个进球。
富咸
马尔布兰克于2001年以450万英镑的转会费加盟英超俱乐部富勒姆，在加盟后的第一个赛季即攻入10球。在富勒姆的5年中，马尔布兰克共出场211次，攻入44球，在2001-02赛季帮助富勒姆通过国际托托杯打进第二年的欧洲联盟杯，更在2002-03赛季以13个进球成为富勒姆的最佳射手，帮助球队成功保级，并于10月将合同延长到2007年。他也凭借优秀的表现赢得了许多俱乐部的关注，包括曼城、雷丁、米德尔斯堡、韋斯咸、愛華頓、紐卡素及保頓等。
热刺
马尔布兰克最终决定于2006年8月转会至热刺，轉會費大約為200萬鎊。马尔布兰克在9月時接受疝氣手術，缺陣了2個月。
马尔布兰克直到2006年11月8日才首次为热刺上场，在聯賽盃出戰維爾港，并于12月9日在对查尔顿的比赛中攻入加盟热刺以来的第一球。在球队中，马尔布兰克占据左中场的主力位置，但他亦可出任右翼位置。在2006-07赛季，他共为热刺出战37场，攻入5球。
新特蘭
2008年7月30日，馬白蘭基加盟新特蘭，簽約四年。馬白蘭基成為新特蘭首席助攻球員，共助攻了9次。他在作客對侯城的比賽中取得首個入球，協助球隊以4-1獲勝。
聖伊天
2011年8月3日馬白蘭基結束外流英格蘭長達10年的足球事業，回國加盟聖伊天，簽約兩年，轉會費沒有透露。僅為新球隊上陣27分鐘後，馬白蘭基協議與聖伊天提前解約，有傳言他退役以照顧患癌症的兒子，馬白蘭基透過律師發表聲明澄清自己並沒有兒子，而各家庭成員亦健康良好。
2011年9月9日，傳媒報導，馬白蘭基向傳媒稱他於聖伊天參加訓練時找不到的樂趣。他試過想高興，但做不到。但馬白蘭基稱他仍在尋找未來方向，不排除重返球員生涯。
里昂
2012年8月25日，馬白蘭基重返其球員出身地法甲球會里昂，並簽署一年合約。早在7月時，馬白蘭基已參加里昂季前訓練。
2012年12月9日，由於馬白蘭基在球會內表現出色，里昂與馬白蘭基商討後決定延長合約一年，即留隊至2014年夏季。

### 國家隊
马尔布兰克于2002年曾代表法国U-21足球队参加欧洲U-21锦标赛，获得亚军。但马尔布兰克从未代表法国国家队出战过，尽管他曾在2004年3月间曾被召入队中。

## 瑣事
前英国首相在出席英國廣播公司的「足球焦點」（Football Focus）节目时，称赞马尔布兰克是一名「真正的好球員」。

## 榮譽
熱刺
- 英格蘭聯賽盃冠軍：2008年；